# تاتشر (أريزونا)
تاتشر (بالإنجليزية: Thatcher, Arizona)‏ هي بلدة تقع في مقاطعة غراهام، أريزونا بولاية أريزونا في الولايات المتحدة. تبلغ مساحتها 17.4 (كم²)، وترتفع عن سطح البحر 887 م، بلغ عدد سكانها 4865 نسمة في عام 2010 حسب إحصاء مكتب تعداد الولايات المتحدة وتصل الكثافة السكانية فيها 280.4 نسمة/كم2.

## التركيبة السكانية
حدّد مكتب تعداد الولايات المتحدة بيانات التركيبة السكانية لتاتشر في تعداد الولايات المتحدة. في ما يلي، التركيبة السكانية حسب تعدادي 2000 و2010.

### تعداد عام 2000
بلغ عدد سكان تاتشر 4,022 نسمة بحسب تعداد عام 2000، وبلغ عدد الأسر 1,281 أسرة وعدد العائلات 927 عائلة مقيمة في البلدة. في حين سجلت الكثافة السكانية 236.7 نسمة لكل كيلومتر مربع (613.1/ميل2). وبلغ عدد الوحدات السكنية 1,427 وحدة بمتوسط كثافة قدره 84 لكل كيلومتر مربع (217.6/ميل2).
وتوزع التركيب العرقي للبلدة بنسبة 84.73% من البيض و0.77% من الأمريكيين الأفارقة و1.84% من الأمريكيين الأصليين و0.52% من الأمريكيين ذوي الأصول الآسيوية و0.07% من سكان جزر المحيط الهادئ و9.87% من الأعراق الأخرى و2.19% من عرقين مختلطين أو أكثر و19.54% من الهسبانيون أو اللاتينيون من أي عرق.
بلغ عدد الأسر 1,281 أسرة كانت نسبة 40% منها لديها أطفال تحت سن الثامنة عشر تعيش معهم، وبلغت نسبة الأزواج القاطنين مع بعضهم البعض 59.3% من أصل المجموع الكلي للأسر، ونسبة 9.9% من الأسر كان لديها معيلات من الإناث دون وجود شريك، بينما كانت نسبة 3.1% من الأسر لديها معيلون من الذكور دون وجود شريكة وكانت نسبة 27.6% من غير العائلات. تألفت نسبة 19.7% من أصل جميع الأسر من عدة أفراد يعيشون في نفس المنزل ونسبة 10.5% كانت تتألف من شخص يعيش بمفرده يبلغ من العمر 65 عاماً أو أكثر. وبلغ متوسط حجم الأسرة المعيشية 2.94، أما متوسط حجم العائلات فبلغ 3.37.
بلغ العمر الوسطي للسكان 24.7 عاماً. وكانت نسبة 27.6% من القاطنين تحت سن الثامنة عشر، وكانت نسبة 16.4% بين الثامنة عشر والرابعة والعشرين عاماً، ونسبة 18.9% كانت واقعةً في الفئة العمرية ما بين الخامسة والعشرين والرابعة والأربعين عاماً، ونسبة 18.3% كانت ما بين الخامسة والأربعين والرابعة والستين، ونسبة 12.4% كانت ضمن فئة الخامسة والستين عاماً فما فوق. يوجد لكل 100 أنثى 87.3 ذكر، ويوجد لكل 100 أنثى في الثامنة عشر من عمرها فما فوق 82.1 ذكر.
بلغ متوسط دخل الأسرة في البلدة 32,412 دولارًا، أما متوسط دخل العائلة فبلغ 40,392 دولارًا. وكان متوسط دخل الذكور 35,815 دولارًا مقابل 20,964 دولارًا للإناث. وسجل دخل الفرد الخاص بالبلدة 12,961 دولارًا. وكانت نسبة 12.8% من العائلات ونسبة 20.2% من السكان تحت خط الفقر، وكان من هؤلاء نسبة 22.6% تحت سن الثامنة عشر ونسبة 5.1% في الخامسة والستين من العمر وما فوق.

### تعداد عام 2010
بلغ عدد سكان تاتشر 4,865 نسمة بحسب تعداد عام 2010، وبلغ عدد الأسر 1,606 أسرة وعدد العائلات 1,121 عائلة مقيمة في البلدة. في حين سجلت الكثافة السكانية 286.3 نسمة لكل كيلومتر مربع (741.5/ميل2). وبلغ عدد الوحدات السكنية 1,840 وحدة بمتوسط كثافة قدره 108.3 لكل كيلومتر مربع (280.5/ميل2).
وتوزع التركيب العرقي للبلدة بنسبة 85.16% من البيض و1.79% من الأمريكيين الأفارقة و1.81% من الأمريكيين الأصليين و0.72% من الأمريكيين ذوي الأصول الآسيوية و0.23% من سكان جزر المحيط الهادئ و6.87% من الأعراق الأخرى و3.43% من عرقين مختلطين أو أكثر و21.62% من الهسبانيون أو اللاتينيون من أي عرق.
بلغ عدد الأسر 1,606 أسرة كانت نسبة 36% منها لديها أطفال تحت سن الثامنة عشر تعيش معهم، وبلغت نسبة الأزواج القاطنين مع بعضهم البعض 53.7% من أصل المجموع الكلي للأسر، ونسبة 11.3% من الأسر كان لديها معيلات من الإناث دون وجود شريك، بينما كانت نسبة 4.7% من الأسر لديها معيلون من الذكور دون وجود شريكة وكانت نسبة 30.2% من غير العائلات. تألفت نسبة 21.7% من أصل جميع الأسر من عدة أفراد يعيشون في نفس المنزل ونسبة 10% كانت تتألف من شخص يعيش بمفرده يبلغ من العمر 65 عاماً أو أكثر. وبلغ متوسط حجم الأسرة المعيشية 2.88، أما متوسط حجم العائلات فبلغ 3.34.
بلغ العمر الوسطي للسكان 26.6 عاماً. وكانت نسبة 26.7% من القاطنين تحت سن الثامنة عشر، وكانت نسبة 21.3% بين الثامنة عشر والرابعة والعشرين عاماً، ونسبة 19% كانت واقعةً في الفئة العمرية ما بين الخامسة والعشرين والرابعة والأربعين عاماً، ونسبة 21% كانت ما بين الخامسة والأربعين والرابعة والستين، ونسبة 12% كانت ضمن فئة الخامسة والستين عاماً فما فوق. وتوزع التركيب الجنسي للسكان بنسبة 48.4% ذكور و51.6% إناث.

## وصلات خارجية
- http://thatcher.az.gov/ نسخة محفوظة 23 أبريل 2017 على موقع واي باك مشين.
- The US50 - Cities and Towns in Arizona State
- Arizona Cities and Towns, Facts, Map, Flag, Colleges, Government, and More